# Ernő Rubik
Rubik Ernő (tiếng Hungary: [ˈrubik ˈɛrnøː]; họ: Rubik, tên: Ernő) (sinh ngày 13 tháng 7 năm 1944)  là nhà điêu khắc, nhà phát minh và cũng là giáo sư kiến trúc người Hungary. Ông nổi tiếng với các khối Rubik hay còn gọi là Rubik's Cube (1974) và hàng loạt các trò chơi giải đố khác như: Rubik's Magic, Rubik's Magic: Master Editon, Rubik's Snake và Rubik's 360.

## Cuộc đời và sự nghiệp
Rubik Ernő sinh ra tại thủ đô Budapest trong một gia đình có cha làm kỹ sư máy bay tại nhà máy Esztergom và mẹ là một nhà thơ. Ông tốt nghiệp Đại học Kỹ thuật Budapest (Műszaki Egyetem) vào năm 1967 như một kỹ sư kiến trúc, bắt đầu nghiên cứu sau đại học về điêu khắc và kiến trúc nội thất. Từ 1971 đến 1975 ông làm nghề kiến trúc sư, sau đó trở thành giáo sư tại trường Cao đẳng Nghệ thuật ứng dụng Budapest (Iparművészeti Főiskola). Ông đã dành cả cuộc đời ở Hungary.
"Không gian luôn luôn hấp dẫn tôi, với khả năng cực kỳ phong phú, không gian thay đổi do các đối tượng, chúng chuyển đổi trong không gian (điêu khắc, thiết kế) và thời gian, sự tương quan của chúng, hậu quả của chúng đối với mọi thứ xung quanh, mối quan hệ giữa con người và không gian, đối tượng và thời gian tôi nghĩ rằng khối lập phương phát sinh từ sự quan tâm này, từ này tìm kiếm các biểu hiện và cho minh mân này luôn luôn tăng hơn những suy nghĩ.... "
Đầu thập niên 1980, ông trở thành biên tập viên của một trò chơi xếp hình và tạp chí gọi là ... Es játék ("... Và trò chơi "), sau đó trở thành lao động tự do vào năm 1983, thành lập Studio Rubik, nơi ông thiết kế nội thất và các trò chơi. Năm 1987 ông trở thành giáo sư với nhiệm kỳ đầy đủ; vào năm 1990 ông trở thành chủ tịch của Học viện Kỹ thuật Hungary (Magyar Mérnöki Akadémia). Tại Học viện, ông đã thành lập Hiệp hội Rubik thế giới(World Cube Association) để hỗ trợ đặc biệt là kỹ sư trẻ, tài năng và thiết kế công nghiệp.
Hiện nay ông chủ yếu làm việc về phát triển trò chơi điện tử và các chủ đề kiến trúc và vẫn đang dẫn đầu Studio Rubik.
Ông được biết đến là một người hướng nội và rất khó tiếp cận, hầu như không thể liên lạc hoặc nhận được chữ ký. Ông thường từ chối tham dự các sự kiện Speedcubing. Tuy nhiên, ông đã tham dự Giải vô địch thế giới năm 2007 tại Budapest. Lưu trữ ngày 31 tháng 10 năm 2010 tại Wayback Machine